# アーチボルド・セイス

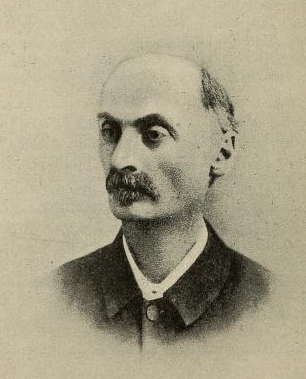

アーチボルド・ヘンリー・セイス（Archibald Henry Sayce、1845年9月25日 - 1933年2月4日）は、イギリスの東洋学者、言語学者。アッシリア学の代表的な研究者として知られ、またアナトリア象形文字解読の草分けであった。

## 略歴
セイスはブリストル近郊のシャーハンプトン（現在はブリストルの一部）で生まれた。幼いころから病弱だったが、大学にあがる前からギリシア語、ラテン語、ヘブライ語、ヒエログリフ、楔形文字などに親しんでいた。またインド文官になることを目ざしてペルシア語やサンスクリットも学んだ。1865年にオックスフォード大学クイーンズカレッジに入学し、フリードリヒ・マックス・ミュラー等に学んだ。1869年に学位を取得した後にクイーンズカレッジのフェローとなり、翌年から主事(tutor)をつとめた。
1870年代からは自ら世界各地を旅行して調査を行った。
1876年からミュラーの代理教授として比較文献学を教えた。1891年にオックスフォード大学のアッシリア学教授に任命された。
1898年から聖書考古学会の会長をつとめ、1919年に学会が王立アジア学会に併合するまでその任にあった。
1930年にトーマス・ハックスリー記念賞を受賞。1933年にバースで没した。結婚はしなかった。

## 主要な業績
セイスの業績は多方面にわたる。
師のミュラーが一線を退いた後にセイスは代理教授として比較文献学を教え、言語学に関する著書がある。
- The Principle of Comparative Philology. London: Trübner & co. (1874)
- Introduction to the Science of Language. 1. London. (1880) 第2巻

セイスはアッシリア語（アッカド語）の権威であり、アッシリア語文法書や教科書を著した。
- An Assyrian Grammar for Comparative Purposes. London: Trübner & co. (1872)
- An Elementary Grammar with Full Syllabary and Progressing Reading Book of the Assyrian Language in the Cueniform Type. London: Samuel Bagster and sons. (1875)
- Lectures upon the Assyrian Language and Syllabary. London: Samuel Bagster and sons. (1877)

1874年にバビロニアの天文学と占星術に関する粘土板の翻訳を発表した。
- “The Astronomy and Astrology of the Babylonians, with translations of the tablets relating to these subjects”. Transactions of the Society of Biblical Archaeology 3:  145-339. (1874).

エラム語楔形文字の解読にも貢献があった。
- “The Languages of the Cuneiform Inscriptions of Elam and Media”. Transactions of the Society of Biblical Archaeology 3:  465-485. (1874).

バビロニアやエジプトの碑文や宗教に関する講演も書物にまとめられている。
- Lectures on the Origin and Growth of the Religion as illustrated by the religion of the Ancient Babylonians. London: Williams and Norgate. (1887)（題はマックス・ミュラーの講演に由来する）
- The Religions of Ancient Egypt and Babylonia. Edinburgh: T. & T. Clark. (1902)
- The Archaeology of the Cuneiform Inscriptions. London: Society for Promoting Christian Knowledge. (1908)

セイスは1880年に発見されたシロアム碑文の最初の解読を発表した。この碑文はヘブライ語の現存最古の碑文のひとつとして名高い。
- The Ancient Hebrew Inscription Discovered at the Pool of Siloam in Jerusalem. London. (1881)

聖書考古学関係の著書も多い。
- The Early History of the Hebrews. London: Rivingtons. (1897)
- Early Israel and the Surrounding Nations. London: Service & Paton. (1899)

セイスはウラルトゥ語の翻訳を1882年に発表した。
- “The Cuneiform Inscriptions of Van, deciphered and translated”. The Journal of the Royal Asiatic Society of Great Britain and Ireland, New Series 14 (4):  377-732. (1882). JSTOR 25196936.

### アナトリア象形文字
セイスはシリアのハマトの碑文、ボアズキョイのヤズルカヤ（ヤジリカヤ）碑文、スミルナの碑文などがすべて同じ文字で書いてあることを認め、これが『旧約聖書』にいうヒッタイトの文字であることをはじめて指摘し、また接尾辞や限定符を指摘した（なお、現在ではこの文字はヒッタイト語に近いが同じではないルヴィ語を表していると考えられている）。
ウィリアム・ライト（ハマトの碑文を入手した宣教師）の著書『ヒッタイト帝国』（1884年）の中で、セイスはヒッタイトがアナトリアからシリアに来たことを指摘し、象形文字の中にある主格と対格の接尾辞や、新たな限定符の発見を加えた。
- Wright, William (1886) [1884]. The Empire of the Hittites, with Decipherment of Hittite Inscriptions by Prof. A. H. Sayce, LL.D (2nd ed.). London: James Nisbet & co

1887年にはエジプトのアマルナから大量の粘土板が発見されたことをセイスは報告した。この報告をもとにフリンダーズ・ピートリーによるアマルナ発掘が行われ、アッカド語で記されたヒッタイト王からの書簡や、未知の言語（ヒッタイト語）で記された粘土板が発見された。ところが、同じ言語で書かれた粘土板がボアズキョイでも発見されたため、セイスはボアズキョイ発掘計画を立てたが、計画はドイツに横取りされてしまった。
セイス自身はアナトリア象形文字を解読するための十分な資料を入手できなかった。解読は1928年以降、イタリア・ドイツ・アメリカの学者によって徐々に進められ、1939年には大部分の音節文字が解読された。